# Скуоле Кампања (Тревизо)
Скуоле Кампања је насеље у Италији у округу Тревизо, региону Венето.
Према процени из 2011. у насељу је живело 75 становника. Насеље се налази на надморској висини од 53 м.